# Uhlířské Janovice
Uhlířské Janovice é uma cidade localizada na região da Boêmia Central, distrito de Kutná Hora.